# Distrito electoral de Valley (condado de Hayes, Nebraska)
Valley (en inglés: Valley Precinct) es un distrito electoral ubicado en el condado de Hayes en el estado estadounidense de Nebraska. En el Censo de 2010 tenía una población de 26 habitantes y una densidad poblacional de 0,28 personas por km².

## Geografía
Valley se encuentra ubicado en las coordenadas 40°38′31″N 100°50′16″O / 40.64194, -100.83778. Según la Oficina del Censo de los Estados Unidos, Valley tiene una superficie total de 93.67 km², de la cual 93.6 km² corresponden a tierra firme y (0.08%) 0.07 km² es agua.

## Demografía
Según el censo de 2010, había 26 personas residiendo en Valley. La densidad de población era de 0,28 hab./km². De los 26 habitantes, Valley estaba compuesto por el 100% blancos, el 0% eran afroamericanos, el 0% eran amerindios, el 0% eran asiáticos, el 0% eran isleños del Pacífico, el 0% eran de otras razas y el 0% pertenecían a dos o más razas. Del total de la población el 0% eran hispanos o latinos de cualquier raza.